# Strangalia lunai
Strangalia lunai es una especie de escarabajo longicornio del género Strangalia, categorizada en la tribu Lepturini, de la subfamilia Lepturinae. Fue descrita por Santos-Silva, Van Roie & Jocqué en 2021.

## Descripción
Mide 19,5 mm de longitud.

## Distribución
Se distribuye por Honduras.